# Pigelus
Pigelus er en fiktiv type mikroorganismer som (nogle) drenge i børnehavealderen og i de første skoleår mener, at piger har. Pigelus smitter gennem fysisk kontakt; særligt kys er farlige. 
Tilsvarende anvender pigerne betegnelsen drengelus.